# Skriftspråk
Skrivet språk, eller skriftspråk, är det språk som förmedlas i skriven form. De språkliga meddelandena förmedlas via någon sorts skriftsystem (exempelvis alfabet), till skillnad från talspråkets ljud och teckenspråkets gester.
Skriftspråket är tätt sammankopplat med utvecklingen av skrivkonsten, från sumerernas kilskrift och egyptiernas hieroglyfer fram till 1900-talets globala spridning av skrift i både tryckt och digital form.
Utvecklingen av skriftspråket gjordes ur det ursprungliga talspråket, för att dokumentera och föreviga muntliga meddelanden. De olika skriftsystemens tecken har ofta men inte alltid skapat konkreta motsvarigheter till talspråkets olika språkliga ljud (fon och fonem). Skriftspråk och talspråk har utvecklats parallellt med varandra, ofta med skriftspråket som det mer formella och stabila av de två. Exempel på hur talspråkets utveckling ofta är snabbare än skriftspråkets är engelska språket, vars 2000-talsstavning bevarat stora delar av talspråket från 1500- och 1600-talen.
Under 1900-talet har kampanjer gjorts för att få svenskt skriftspråk närmare det faktiska talspråket. I Internetåldern (till stor del buren av skriven text) har allt fler människor skrivit allt mer och allt snabbare, vilket också bidragit till att göra skriftspråket mindre formellt. Samtidigt har vissa av 1900-talets försök att få till ett mer "fonetiskt" troget skriftspråk övergivits; juice blev aldrig jos, de/dem blev sällan dom, mig är numera åter vanligare än mej.